# Bayanpınar, Kızılırmak
Bayanpınar là một xã thuộc huyện Kızılırmak, tỉnh Çankırı, Thổ Nhĩ Kỳ. Dân số thời điểm năm 2010 là 43 người.